# Kazanka (oblast de Mykolaïv)
Kazanka (ukrainien : Казанка, russe : Казанка) est une commune urbaine de l'oblast de Mykolaïv, en Ukraine. Elle compte 6 713 habitants en 2021.